# Перси, Генри, 7-й герцог Нортумберленд
Генри Джордж Перси, 7-й герцог Нортумберленд (англ. Henry Percy, 7th Duke of Northumberland; 29 мая 1846 — 14 мая 1918) — британский аристократ и консервативный политик. Именовался лордом Уоркуэртом в 1865—1867 годах и графом Перси в 1867—1899 годах. Служил казначеем королевского двора при премьер-министре Бенджамине Дизраэли (1874—1875) и председателем Национального союза консервативных и конституционных ассоциаций (1879—1883).

## Биография
Генри Перси родился 29 мая 1846 года и стал старшим сыном Элджернона Перси, впоследствии 6-го герцога Нортумберленда, и его жены Луизы Драммонд. Когда его дед унаследовал герцогство Нортумберленд в 1865 году, Генри получил титул учтивости лорд Ловейн, а двумя годами позже, когда герцогом стал его отец, — титул учтивости граф Перси.
В 1868 году Генри Перси был избран членом Палаты общин Великобритании от Северного Нортумберленда. В 1874 году он стал членом Тайного совета Великобритании и казначеем королевской семьи (эту должность он занимал до 1875 года). С 1879 по 1883 год Перси был председателем Национального союза консервативных и конституционных ассоциаций. Избирательный округ Северный Нортумберленд был упразднен в 1885 году, и Перси не был избран от другого округа. Через два года его вызвали в Палату лордов Великобритании в качестве барона Ловейна.
С 1909 года Перси был олдерменом в совете графства Мидлсекс.
Перси унаследовал герцогство в 1899 году после смерти отца и в том же году стал кавалером ордена Подвязки. Позднее он был лордом-лейтенантом графства Нортумберленд (1904 - 1918), лордом-стюардом на коронации Георга V в 1911 году, где нёс Корону Святого Эдуарда. Он был председателем Совета управляющих Даремского университета колледж науки (в Ньюкасле) в 1902 году, в 1913 году занимал пост второго канцлера из Даремского университета.
С 1902 года Перси был президентом Гилдфордской сельскохозяйственной ассоциации. Он был почетным полковником 2-го Нортумберлендского (Перси) артиллерийского добровольческого полка, пока тот не был расформирован в октябре 1902 года.

## Семья
23 декабря 1868 года будущий герцог Нортумберленд женился на леди Эдит Кэмпбелл (7 ноября 1849 — 6 июля 1913), дочери Джорджа Кэмпбелла, 8-го герцога Аргайла, и Элизабет Левесон-Гоуэр. В этом браке родились 13 детей:
- Луиза Элизабет (7 ноября 1869 — 29 ноября 1893);
- Эдит Элеонора (7 ноября 1869 — 2 апреля 1937);
- Генри Алджернон Джордж[англ.] (21 января 1871 — 30 декабря 1909), граф Перси;
- Маргарет (30 августа 1873 — 29 января 1934);
- Виктория Александра(12 февраля 1875 — 18 января 1958), жена сэра Роберта Тидмарша;
- Жослин Перси (26 января 1876 — 31 января 1898);
- Ральф Уильям (9 марта 1877 — 28 марта 1889);
- Мэри (30 августа 1878 — 18 марта 1965), жена подполковника Эймера Эдварда Максвелла[1];
- Алан Иан (17 апреля 1880 — 23 августа 1930), 8-й герцог Нортумберленд;
- Уильям Ричард (17 мая 1882 — 8 февраля 1963), полковник;
- Джеймс (6 января 1885 — 20 мая 1903);
- Юстас Сазерленд Кэмпбелл (21 марта 1887 — 3 апреля 1958), 1-й барон Перси из Ньюкасла;
- Мюриэл Эвелин Нора (14 июля 1890 — 23 ноября 1956).

Герцогиня Эдит умерла в июле 1913 года в возрасте 63 лет. Герцог пережил ее на пять лет и умер в мае 1918 года в возрасте 71 года.